# تشراكي (زلاغي الشرقي)
تشراکي (بالفارسية: چارکی) هي قرية تقع في إيران في قسم زلاغي الشرقي الریفي. يقدر عدد سكانها بـ 46 نسمة بحسب إحصاء 2016.